# Île Windward
L'île Windward (en russe : Остров Уиндворд) est une petite île de la terre François-Joseph, en Russie.

## Géographie
Située à 1,5 km au sud-est de l'île Bruce, elle est de forme circulaire. Elle s'étend sur 1,7 km de longueur et 800 m de largeur. Libre de glace, son point culminant est un rocher de 82 m d'altitude. 

## Histoire
Découverte par Frederick George Jackson en 1895, elle a été baptisée du nom du navire de l'expédition. 